# Стивен Сент-Круа
Стивен Сент-Круа (англ. Steven St. Croix; род. 24 февраля 1968, Коннектикут, США) — американский порноактёр
 и порнорежиссёр
. Лауреат премий AVN Awards, XRCO Award, NightMoves Award и ряда других.

## Ранняя жизнь
Сент-Круа родился в Коннектикуте. Он воспитывался как Свидетель Иеговы. До начала карьеры в индустрии для взрослых учился в профессиональном училище по специальности каменщика и работал в телемаркетинге и продажах взрослого видео.

## Карьера
Пришёл в индустрию кино для взрослых в декабре 1992 года. Его первая сцена была в фильме «Глубокая глотка — 6», на котором он также работал ассистентом продюсера. В 1995 году он стал первым исполнителем-мужчиной, подписавшим эксклюзивный контракт с Vivid Entertainment в Лос-Анджелесе.
В феврале 2013 года Сент-Круа опубликовал электронную книгу под названием «Порнозвезда: всё, что вы хотите знать и стесняетесь спросить» (англ. Porn Star: Everything You Want to Know and Are Embarrassed to Ask.).

### Традиционные СМИ
В 1990-х годах Сент-Круа был дублёром Брайана Босуорта (англ. Brian Bosworth), снимался в массовке телесериала «Спасатели Малибу» и танцевал в музыкальных клипах для Глории Эстефан и Джона Секады.

## Личная жизнь
Сент-Круа покинул киноиндустрию для взрослых в конце 2010 года и вернулся в начале 2012 года. Он жил в Каннах, Франция, и во время этого перерыва открыл небольшую художественную галерею. Идентифицирует себя как «либертарианца с республиканскими бизнес-ориентирами».

## Награды

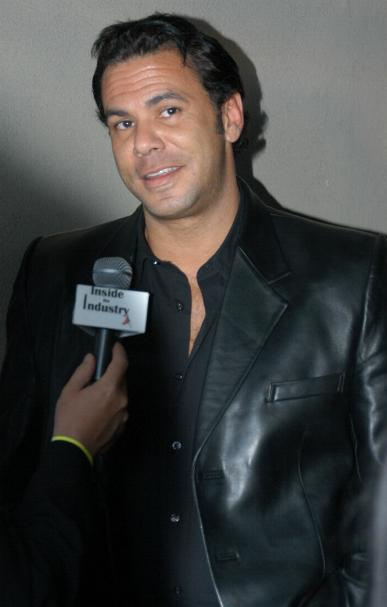
Сент-Круа в 2006 году.

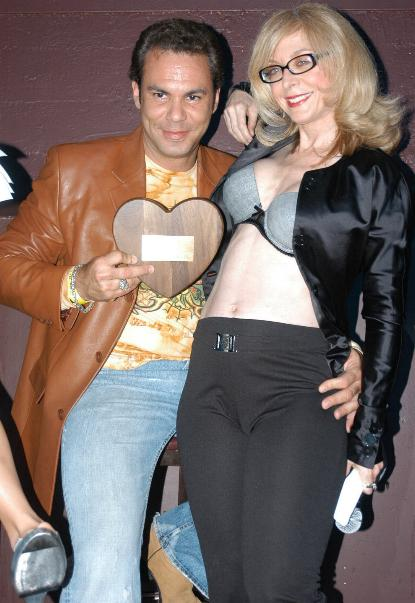
Сент-Круа празднует его включение в Зал славы XRCO с Ниной Хартли (2007 год)

- 1994 AVN Award — Лучшая групповая сексуальная сцена, видео (A Blaze Of Glory) вместе с Роксанн Блейз и Crystal Wilder[7]
- 1994 XRCO Award — лучший актёр, сольное исполнение (Dog Walker)[8]
- 1995 AVN Award — Лучший актер, видео (Chinatown)[9]
- 1995 AVN Award — Лучшая парная секс-сцена, фильм (Dog Walker) вместе с Christina Angel[9]
- 1995 NightMoves Award — Лучший актер[10]
- 1996 AVN Award — Лучший актер второго плана, фильм (Forever Young)[11]
- 1997 AVN Award — Лучшая групповая секс-сцена, фильм (The Show) вместе с Кристи Кэнион, Vince Vouyer и Tony Tedeschi[12]
- 1998 AVN Award — лучший актер, фильм (Bad Wives)[13]
- 1998 AVN Award — Лучшая сцена анального секса, фильм (Bad Wives) вместе с Дианной Лаурен[13]
- 2002 Adam Film World Guide Award — Лучший актер (Planet of the Babes)
- 2004 AVN Award — Лучший актер второго плана, фильм (Looking In)[14]
- 2004 AVN Award — Лучшая групповая секс-сцена, фильм (Looking In) вместе с Дрю Берримор, AnneMarie, Тейлор Сент-Клэр, Саванной Сэмсон, Дэйлом Дабоун и Mickey G.[14]
- 2004 NightMoves Award — Лучший актер (Выбор редакции)[15]
- 2005 включен в зал славы AVN[16]
- 2005 KSEXradio Listener’s Choice Award — Porn Star Fans Would Like to See Host a KSEX Show[17]
- 2006 Adam Film World Guide Award — актёр года (The Prisoner)[18]
- 2007 Adam Film World Guide Award — актёр года (Wonderland)[19]
- 2007 включен в зал славы XRCO[20][21][22]
- 2012 FSC Award — Positive Image Award[23]
- 2013 AVN Award — Лучший актёр (Torn)[24]
- 2013 NightMoves Lifetime Achievement Award[25]
- 2013 XBIZ Award — лучшее возвращение года[26]
- 2013 XBIZ Award — Лучший актёр, Feature Movie (Torn)[26]
- 2013 XRCO Award — Лучший актёр (Torn)[27]
- 2013 XRCO Award — лучшее возвращение[27]
- 2015 XBIZ Award — Лучший актёр, Feature Movie (Wetwork)[28]
- 2015 XCritic Award — Лучший актёр, Feature Movie (Wetwork)[29]
- 2015 AVN Award — Лучший актёр (Wetwork)[30]
- 2015 XRCO Award — Лучший актёр (Wetwork)[31]
- 2015 NightMoves Award — Лучший исполнитель — выбор редакции[32]
- 2016 XBIZ Award — Лучший актёр (Wanted)[33]
- 2016 AVN Award — Лучший актёр второго плана (Peter Pan XXX- An Axel Braun Parody)[34]

## Избранная фильмография
- Месть Стагнетти (2008)
- Fleshdance (2008)
- Пираты (2005)
- Looking In (2003)
- Every Woman Has a Fantasy 3 (1995)
- Chinatown (1994)